# Каа-Хем (городское поселение)
Каа-Хем — административно-территориальная единица (поселок городского типа кожуунного (районного) подчинения) и муниципальное образование со статусом городского поселения (поселок городского типа Каа-Хем) в Кызылском кожууне Тывы Российской Федерации.
Административный центр — пгт Каа-Хем.

## Этимология
Название поселение происходит от тувинского название реки Малый Енисей: тув. Каа-Хем что означает «малая река».

## Население
| 2017   | 2018    |
| ------ | ------- |
| 17 622 | ↗18 281 |

## Состав
| № | Населённый пункт | Тип населённого пункта      | Население |
| - | ---------------- | --------------------------- | --------- |
| 1 | Каа-Хем          | пгт, административный центр | ↗19 686   |
| 2 | Уш-Белдир        | арбан                       | ↗7        |